# Філіпенко Євгенія Іллівна
Євгенія Іллівна Філіпенко (8 лютого 1975, Київ) — українська дипломатка. Постійний представник України при Відділенні ООН та інших міжнародних організаціях у Женеві (2021—2024).

## Життєпис
Закінчила аспірантуру Дипломатичної академії України при МЗС України.
Працювала на різних посадах в Міністерстві закордонних справ України: була першим секретарем Постійного представництва України при міжнародних організаціях у Відні;
У 2015—2016 рр. — радник-посланник Посольства України в Республіці Сербія, виконувала обов'язки Посла України в Сербії;
У 2017—2018 рр. — Заступник постійного представника України при міжнародних організаціях у Відні
У 2018—2021 рр. — працювала Директором Департаменту міжнародних організацій Міністерства закордонних справ України.
З 6 квітня 2021 по 21 грудня 2024 року — Постійний представник України при Відділенні ООН та інших міжнародних організаціях у Женеві.